# قسط غابوني
قسط غابوني (الاسم العلمي:Costus gabonensis) هو نوع من النباتات يتبع جنس القسط من الفصيلة القسطية.